# 소조 (소프트웨어)
소조(Xojo)는 macOS, 마이크로소프트 윈도우, 32비트 x86 리눅스, 웹을 대상의 소프트웨어 개발을 위해 텍사스주 오스틴의 소조(Xojo)사에서 상용화되고 개발되는 프로그래밍 환경이다.
소조는 소조(Xojo)라 불리는 사유 객체 지향 프로그래밍 언어를 사용한다. 소조는 모바일 앱들의 개발을 지원할 것임을 발표하였다.

## 역사
소조는 앤드루 배리(Andrew Barry)가 1998년에 출시한 크로스베이식(CrossBasic)에서 유래한 것으로, 셰어웨어 제품으로서 시장에 출시되었다. 크로스베이직은 맥 OS와 자바를 대상으로 동일한 프로그래밍 코드로 컴파일할 수 있는 능력이 있다고 하여 이름이 정해졌다. (통합 개발 환경은 맥 전용이었긴 했으나) 크로스베이직은 4차원 데이터베이스 컨설팅에 특화된 제프 펄먼(Geoff Perlman)의 한 기업에 인수된 뒤 리얼베이직(REALbasic)이라는 이름으로 바꾸었다. 이와 동시에 기업 이름 또한 리얼 소프트웨어(REAL Software)로 변경되었다.
2013년 6월 4일 리얼 소프트웨어는 공식적으로 이름을 소조(Xojo)로 변경하고 리얼 스튜디오 또한 소조로 변경되었다.

## 예제 코드
아래의 예제는 새로운 텍스트 파일을 만드는 것이다:
```
Dim
 
t
 
as
 
TextOutputStream

Dim
 
f
 
as
 
FolderItem

f
=
GetSaveFolderItem
(
FileTypes1
.
Text
,
"Create Example.txt"
)

If
 
f
 
<>
 
Nil
 
then

 
t
=
TextOutputStream
.
Create
(
f
)

 
t
.
WriteLine
(
TextField1
.
text
)

 
t
.
Close

End
 
if

```

아래의 예제는 캔버스 컨트롤 안에 삼각형을 하나 그리는 것이다. 변수 g는 그래픽스로서 이 이벤트로 통과된다.
```
Dim
 
Points
()
 
as
 
Integer

Points
=
Array
(
10
,
10
,
100
,
50
,
10
,
200
,
10
,
10
)

g
.
ForeColor
=
RGB
(
100
,
200
,
255
)

g
.
FillPolygon
 
Points

```

아래의 코드는 내부 데이터베이스를 만들고 SQLExecute를 사용하여 테이블을 만든다:
```
Dim
 
db
 
as
 
REALSQLdatabase

Dim
 
f
 
as
 
FolderItem

Dim
 
result
 
as
 
Boolean

f
=
New
 
FolderItem
(
"mydb"
)

db
=
New
 
REALSQLdatabase

db
.
databaseFile
=
f

result
=
db
.
CreateDatabaseFile

If
 
db
.
Connect
()
 
then

 
db
.
SQLExecute
(
"create table invoices(id integer,Cust_ID integer,Amount double, Date date)"
)

 
db
.
Commit

else

 
MsgBox
 
"Database not created"

end
 
if

```

## 같이 보기
- 비주얼 베이직 (동음이의)
- 감바스
- 프로그래밍 언어의 비교

## 참조
1. ↑  Xojo: Downloads
2. ↑  Xojo (2013년 6월 4일). “Xojo Press Release”. Xojo. 2013년 6월 8일에 확인함.
3. ↑  Xojo (2013년 6월 4일). “Announcing Xojo, Faster Development for the Web and Desktop”. Yahoo News. 2013년 6월 30일에 원본 문서에서 보존된 문서. 2013년 6월 8일에 확인함.
4. ↑  Xojo (2013년 6월 4일). “Xojo Press Releases”. Xojo. 2013년 6월 8일에 확인함.